# روم (مجارستان)
روم (به مجاری:  Rum) یک شهرداری در مجارستان است که در شهرستان واش واقع شده‌است. روم ۱۶٫۸۵ کیلومتر مربع مساحت و ۱٬۲۸۳ نفر جمعیت دارد.